# Sans Soleil
Sans Soleil è un film del 1983 diretto da Chris Marker.
Il titolo deriva dal ciclo di canzoni Senza sole di Modest Petrovič Musorgskij. Sans Soleil è una meditazione sulla natura della memoria umana e l'incapacità di ricordare il contesto e le sfumature della memoria e, di conseguenza, come la percezione di storie personali e globali sia artificiosa.

## Trama
La trama si sviluppa attraverso una simbiosi tra parola, immagine e suono che si amalgamano in uno stile unico che corrisponde allo sguardo del regista, uno stile poetico lontano dalle ideologie eppure profondamente politico per quanto riguarda la considerazione della saggezza tradita dei popoli nella storia e la ricerca della felicità che è individuale e non può essere condivisa corrispondendo allo spazio tempo di ogni singolo individuo. La voce femminile fuori campo dell'attrice francese Florence Delay legge le lettere del cameraman Sandor Krasna, attraverso il quale il regista mette in scena se stesso. Il percorso di tale ricerca è circolare ed è espresso visivamente dalla storia, che inizia con la sequenza - immagine dei bambini che percorrono una strada in Islanda nel 1965. La voce fuori campo nell'introdurre le lettere riferisce che per l'operatore la scena era l'immagine della felicità. Il film riporta inizialmente la frase di T. S. Eliot tratta da Ash Wednesday, che esprime la concezione dello spazio tempo ripresa in Sans Soleil, ovvero l'acquisita considerazione che il tempo è sempre il tempo e che lo spazio è sempre e soltanto spazio. I tre bambini chiudono la storia rendendo visivamente il cerchio del tempo, cerchio che torna in varie parti del film. La più significativa, in quanto sottolineata dalla voce fuori campo che cita La donna che visse due volte e Alfred Hitchcock, è quella del dettaglio del vortice a spirale dello chignon di Kim Novak. La spedizione riportata nel film riguarda il Giappone, l'Île de France, la Guinea Bissau, Capo Verde, l'Islanda e San Francisco.